# Tetris Pro
Tetris Pro is een computerspel uit 1993. He spel werd ontwikkeld door Logic System uit uitgegeven door 2000 A.D.. Het is een tetris-clone voor de Commodore Amiga. Het spel is onderverdeeld in levels waarbij een bepaalt aantal lijnen voltooit moeten worden. Door de lijnen te voltooien wordt langzaam een afbeelding zichtbaar variërend van een half naakte vrouw tot een kandelaar. Sommige levels bevatten reeds een aantal geplaatst blokken die weggewerkt moeten worden. Tijdens het spel kunnen naast power-ups ook power-downs behaalt worden, zoals het scherm dat op z'n kop geplaatst wordt of de volgende steen die niet meer getoond wordt.